# Hiram Percy Maxim

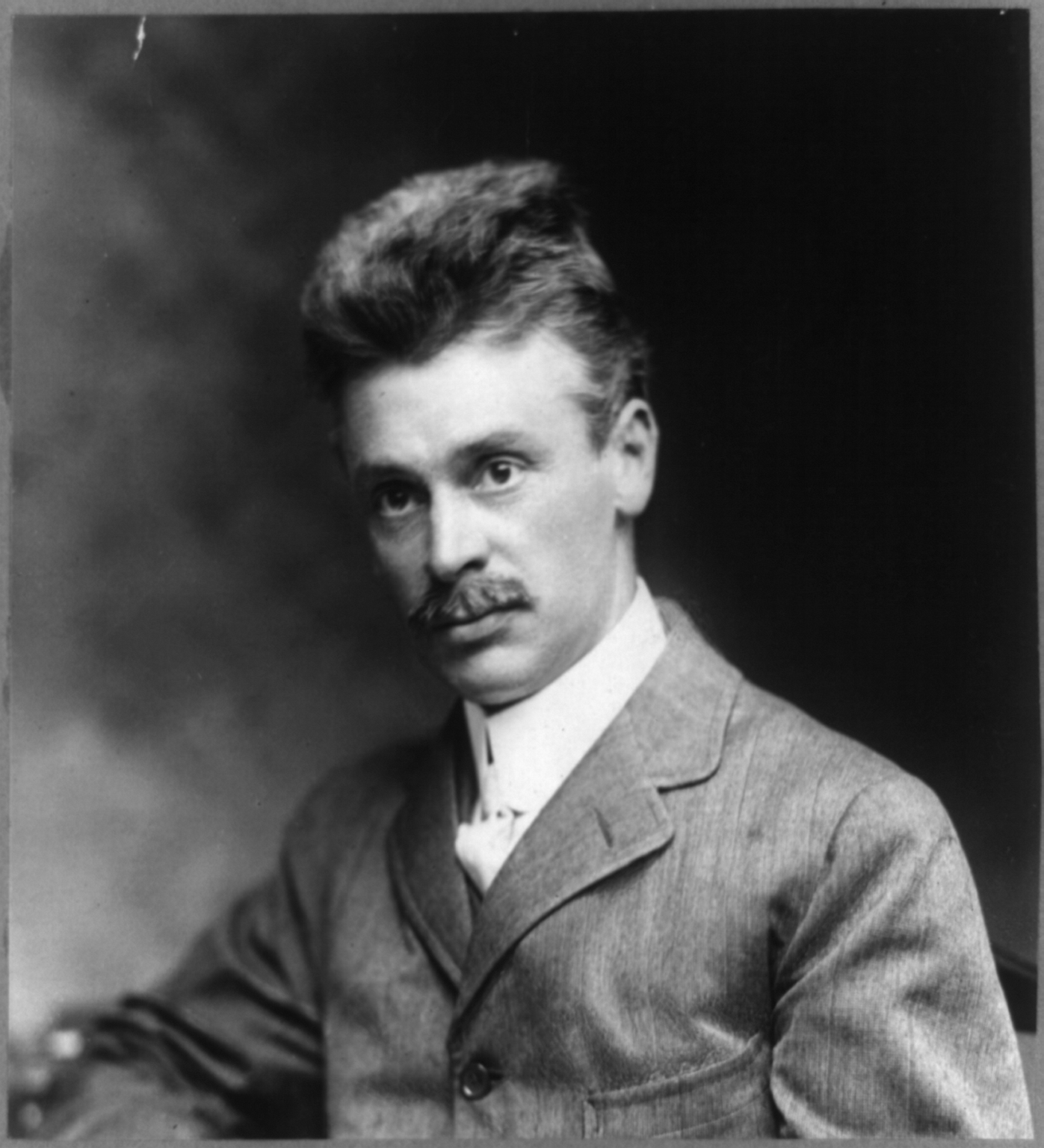
Hiram Percy Maxim (ca. 1914) gründete 1914 die ARRL und gilt als „Stammvater“ aller Funkamateure der Welt.

Hiram Percy Maxim (* 2. September 1869 in Brooklyn, New York; † 17. Februar 1936 in La Junta, Colorado) war ein US-amerikanischer Erfinder und Amateurfunk-Pionier. Sein Amateurfunkrufzeichen lautete W1AW.

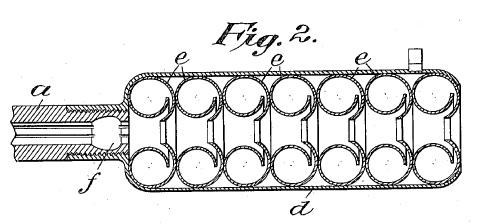
Patentzeichnung von Maxims Schalldämpfer

Der Sohn von Hiram Maxim, dem Erfinder des Maschinengewehrs, wurde bekannt als Erfinder des Schalldämpfers und als Begründer der Amateurfunkorganisation American Radio Relay League (ARRL).
Hiram Percy Maxim war mit der Tochter des Politikers William Thomas Hamilton verheiratet und hatte zwei Kinder. Er wurde in Hagerstown (Maryland) bestattet.